# Fritz Brenner
Fritz Brenner (* 16. Dezember 1877 in Osthofen; † 26. Dezember 1969 in Johannesburg) war ein deutscher Arzt und Pathologe.

## Leben
Fritz Brenner, am 16. Dezember 1877 in Osthofen geboren, aufgewachsen in Frankfurt am Main, widmete sich nach dem Abitur einem Studium der Medizin an den Universitäten Straßburg, Freiburg sowie Heidelberg, wo er 1904 zum Dr. med. promoviert wurde. Brenner, der ein ausgesprochenes Interesse an der Pathologe bekundete, erhielt noch im selben Jahre eine Assistentenstelle bei dem damals berühmten Pathologen Eugen Albrecht in Frankfurt.
1896 wurde er Mitglied der Straßburger Burschenschaft Germania und 1902 Mitglied der Burschenschaft Frankonia Heidelberg.
1910 übersiedelte Fritz Brenner nach Deutsch-Südwestafrika, wo er eine Arztstelle in Swakopmund antrat. Ungeachtet der Tatsache, dass Deutschland nach dem Ersten Weltkrieg seine Kolonie an Südafrika verlor, verblieb Fritz Brenner in Swakopmund. 1922 übersiedelte er nach Windhoek, bevor er sich 1935 endgültig in Johannesburg niederließ, wo er bis zu seiner Pensionierung eine Arztpraxis leitete.

## Fritz Brenner und der Brenner-Tumor
Das Krankheitsbild des heute sogenannten Brenner-Tumors wurde das erste Mal 1899 von Ernst Orthmann beschrieben, jedoch lieferte Fritz Brenner 1907 eine detailliertere Beschreibung der Krankheit in Zusammenhang mit drei neuen Krankheitsfällen. In einer noch im gleichen Jahr erschienenen Publikation benannte er den Tumor oophoroma folliculare. 1932 wurde die Krankheit nach einem Vorschlag von Robert Meyer in Brenner-Tumor umbenannt.
Nachdem Fritz Brenner nach seiner Ausreise nach Südwestafrika in der westlichen Welt nicht mehr registriert war, geriet er in Vergessenheit. Gepaart mit einer Kombination aus Zufall und gekonnter Detektivarbeit gelang es Harold Speert, dem Verfasser des Werkes Obstetric and Gynecologic Milestones, Brenner ausfindig zu machen. Durch Zufall erfuhr er, dass sich ein Dr. Fritz Brenner in Südafrika aufhalte und der von ihm gesuchte Pathologe sein könnte. Er ging dieser Spur nach, kontaktierte einen Kollegen der Witwatersrand-Universität, von dem er die überraschende Antwort erhielt, Brenner ordiniere in Johannesburg.
Daraufhin nahm Speert Kontakt mit Brenner auf, der sich sehr überrascht zeigte, dass die von ihm beschriebene Krankheit nach ihm benannt worden war. Außerdem erzählte er Speert, er wollte ursprünglich nach Deutschland zurückkehren, um dort seinen Lebensabend zu verbringen, aber die Informationen über den Nationalsozialismus sowie den Zweiten Weltkrieg hielten ihn davon ab.

## Weitere Veröffentlichungen (Auswahl)
- Leitfaden für den gynäkologischen Operationskurs, Leipzig, 1899, 2te. Auflage, 1905, Übersetzung in Russisch
- Vademecum für histopathologische Untersuchungen in der Gynäkologie, Berlin, 1901, Übersetzung in Englisch